# Brian Orser
Brian Orser (Belleville (Ontario), 18 december 1961) is een Canadees voormalig kunstschaatser. Hij werd eenmaal, in 1987, wereldkampioen; hij was ook viermaal tweede. Op de Olympische Winterspelen won hij twee zilveren medailles, in 1984 en 1988. Hij was achtmaal op rij Canadees kampioen (1981-1988).
Na zijn olympisch succes in 1988 werd hij professioneel schaatser. Hij sloot zich aan bij Stars on Ice en toerde bijna twintig jaar met dit gezelschap. Hij speelde en schaatste in de Duitse dansfilm Carmen on Ice (1990) samen met Katarina Witt en Brian Boitano, zijn vroegere rivaal op de schaatskampioenschappen. Daarna werd hij schaatsdirecteur bij de Toronto Cricket, Skating and Curling Club en schaatscoach die onder meer olympisch en wereldkampioene Kim Yuna, Europees kampioen Javier Fernández López en Elene Gedevanisjvili een tijdlang onder zijn hoede nam. Hij is ook de coach van de Japanse wereld- en olympisch kampioen Yuzuru Hanyu. Hij heeft de Peak Performance app voor mentale training van kunstschaatsers mee ontwikkeld.
Orser is in Canada onderscheiden met de Orde van Ontario en is officier in de Orde van Canada. In 2009 is hij opgenomen in de World Figure Skating Hall of Fame.

## Belangrijke resultaten
| Kampioenschap           | 1981 | 1982 | 1983  | 1984   | 1985   | 1986   | 1987 | 1988   |
| ----------------------- | ---- | ---- | ----- | ------ | ------ | ------ | ---- | ------ |
| Olympische Spelen       |      |      |       | Zilver |        |        |      | Zilver |
| Wereldkampioenschap     | 6e   | 4e   | Brons | Zilver | Zilver | Zilver | Goud | Zilver |
| Nationaal Kampioenschap | Goud | Goud | Goud  | Goud   | Goud   | Goud   | Goud | Goud   |

- Gemeinsame Normdatei: 1062119177
- International Standard Name Identifier: 0000 0000 7394 9840
- Library of Congress Control Number: n90654632
- Bibliotheek van het Japanse parlement: 001189405
- Virtual International Authority File: 55772430
- WorldCat: E39PBJrm8drPDCKfpXXdYKkFKd